# Titani(IV) perchlorat
Titan(IV) perchlorat là một hợp chất hóa học vô cơ có thành phần chính gồm nguyên tố titan và nhóm perchlorat với công thức hóa học được quy định là Ti(ClO4)4. Titan(IV) perchlorat dạng khan phân hủy nhanh ở nhiệt độ 130 ℃ và tan ở nhiệt độ 85 ℃ đi kèm sự phân hủy nhỏ. Hợp chất này còn có thể thăng hoa trong chân không ở nhiệt độ 70 ℃ và có thể tạo thành hơi khi nhiệt độ lên tới trên 120 ℃. Titan(IV) perchlorat khá dễ bay hơi và có mật độ 2,35. Hợp chất này phân hủy thành TiO2, ClO2 và khí O2. Ngoài ra TiO(ClO4)2 cũng được hình thành trong quá trình phân huỷ.

## Sự hình thành
Titan(IV) perchlorat có thể được hình thành bằng phản ứng giữa titan tetrachlorrua với acid perchloric được làm giàu trong dichlor heptoxide. Một cách khác để điều chế titan(IV) perchlorat là tạo phản ứng giữa hai hợp chất titan tetrachlorrua và dichlor hexoxide. Phản ứng này tạo thành một phức hợp với Cl2O6, khi được đun nóng ở nhiệt độ 55 ℃ trong điều kiện chân không, bổ sung tinh thể và có thể tinh thể hóa sản phẩm khan tinh khiết từ hơi.